# Radostín (Havlíčkův Brod)
Radostín é uma comuna checa localizada na região de Vysočina, distrito de Havlíčkův Brod.